# Distrito de Ahmedabad
Ahmedabad (en guyaratí; અમદાવાદ જિલ્લો ) es un distrito de la India en el estado de Guyarat. Código ISO: IN.GJ.AH.
Comprende una superficie de 8 086 km².
El centro administrativo es la ciudad de Ahmedabad.

## Demografía
Según censo 2011 contaba con una población total de 7 208 200 habitantes.

## Localidades
- Bodakdev